# Ассоциация европейских клубов
Ассоциация европейских клубов (АЕК) — независимый орган, представляющий интересы профессиональных футбольных клубов в Европе. Является единственной организацией, признанной УЕФА, для защиты и продвижения европейского клубного футбола. Штаб-квартира расположена в Ньоне, Швейцария.

## История
Ассоциация европейских клубов образована в январе 2008 года после роспуска группы G-14 и Форума европейских клубов УЕФА, председателем которого был Карл-Хайнц Румменигге. Официально начала свою работу после подписания 21 января 2008 года меморандума о взаимопонимании между УЕФА и Ассоциацией европейских клубов. На первой генеральной ассамблее в июле того же года в штаб-квартире УЕФА в Швейцарии, Карл-Хайнц Румменигге был официально избран председателем ассоциации.
Ассоциация европейских клубов приняла структуру членства и отборочный процесс, схожие с используемыми в Форуме европейских клубов, который состоял из 102 членов, избираемых каждые два года.
В августе 2017 года Румменигге объявил, что больше не будет выставлять свою кандидатуру на пост председателя АЕК, а попрощался с АЕК 4 сентября 2017 года. На следующий день итальянец Андреа Аньелли занял пост председателя Ассоциации. Карл-Хайнц Румменигге, в свою очередь, был назначен почётным председателем АЕК.

## Структура
При создании Ассоциации европейских клубов в январе 2008 года было согласовано, что переходный совет будет представлять ассоциацию и 16 членов-основателей до следующей встречи Генеральной ассамблеи в конце сезона, когда будут проведены выборы нового Исполнительного комитета. Было принято решение, что комитет ассоциации будет включать только одиннадцать членов, вдобавок к четырём представителям, назначенным Исполнительным комитетом в Совет УЕФА по стратегии для профессионального футбола. Ассоциация европейских клубов также предоставит половину членов в комитет УЕФА по клубным соревнованиям.
По состоянию на начало цикла 2013—2015 годов Ассоциация европейских клубов представляет интересы 214 клубов, среди которых 105 обычных членов и 109 ассоциированных членов, по меньшей мере с одним представителем от 53 национальных ассоциаций. Точное количество клубов, являющихся обычными членами от каждой ассоциации-члена, определяется каждые два года под конец сезона УЕФА на основании рейтинга УЕФА ассоциаций-членов по следующим принципам:
| Позиция национальной ассоциации в рейтинге УЕФА | Количество клубов, являющихся членами Ассоциации европейских клубов |
| от 1 до 3                                       | 5                                                                   |
| от 4 до 6                                       | 4                                                                   |
| от 7 до 15                                      | 3                                                                   |
| от 16 до 28                                     | 2                                                                   |
| от 29 до 53                                     | 1                                                                   |

Исполнительный совет ассоциации на 2017—2019 годы выглядит так: Андреа Аньелли (Ювентус), Педро Лопес Хименес (Реал), Эдвин ван дер Сар (Аякс), Дариуш Миодуски (Легия Варшава), Аки Риихилахти (ХИК), Эд Вудворд (Манчестер Юнайтед), Иван Газидис (Милан), Жозеп Мария Бартомеу (Барселона), Нассер Аль-Хелаифи (Пари Сен-Жермен), Жан-Мишель Ола (Олимпик Лион), Домингуш Соареш де Оливейра (Бенфика), Михаэль Герлингер (Бавария), Михаэль Вершуерен (Андерлехт), Никлас Карлнен (Мальмё) и Питер Лоуэлл (Селтик). Выборы в Исполнительный совет на цикл 2017—2019 годов состоялись на Генеральной ассамблее в Женеве в сентябре 2017 года.
Ассоциация европейских клубов состоит из многочисленных органов, в том числе из рабочих групп, комиссий экспертов и комитетов. Среди них находятся следующие:

### Рабочие группы
С момента создания Ассоциации рабочие группы являются важной составляющей организационной структуры. Они активно предоставляют консультации и поддержку Исполнительному комитету и представителям ассоциации, участвующим в комитетах или рабочих группах в УЕФА, ФИФА и Европейском союзе. Их вклад имеет ключевое и стратегическое значение для ассоциации. Кроме того они управляют взаимодействием членов и коммуникацией в организации по ключевым вопросам, проблемам и возможностям. Все рабочие группы состоят из клубов, являющихся обычными и ассоциированными членами от всех четырёх подразделений. В Ассоциации европейских клубов действует пять рабочих групп:
- Рабочая группа по соревнованиям;
- Финансовая рабочая группа;
- Рабочая группа по институциональным отношениям;
- Рабочая группа по маркетингу и коммуникации;
- Молодёжная рабочая группа.[9]

### Комиссии экспертов
Как и рабочие группы, комиссии экспертов и комитеты предоставляют поддержку Исполнительному комитету, и в их состав входят эксперты из разных клубов-членов. Члены Комиссии экспертов и Комитета назначаются Исполнительным комитетом Ассоциации европейских клубов, они функционируют как консультационные органы. В настоящее время в ассоциации действуют следующие Комиссии экспертов и комитеты:
- Комиссия по юридическим консультациям;
- Комиссия по уставным вопросам;
- Финансовая комиссия по принципам Fair Play;
- Комитет по социальному диалогу;
- Комитет по женскому футболу.

## Достижения
В соответствии с Меморандумом о взаимопонимании, подписанном УЕФА в 2008 г., Ассоциация европейских клубов была признана единственным органом, представляющим интересы клубов на европейском уровне. В рамках Меморандума о взаимопонимании УЕФА также согласилась каждые четыре года распределять сумму, полученную после Чемпионата Европы, национальным ассоциациям, которые передают их своим клубам, которые способствовали успешному проведению Чемпионата Европы. Сумма, предназначенная для распределения после Eвро 2008, составляет €43,5 миллионов ($62,8 миллионов), при выплате платежей по принципу «за день за игрока» примерно €4,000. В качестве части запланированных действий УЕФА и ФИФА также взяли на себя несколько обязательств перед клубами, в том числе осуществлять финансовые взносы за участие игроков в Чемпионате Европы и Кубке мира, после одобрения соответствующими органами.
22 марта 2012 года между Ассоциацией европейских клубов и УЕФА был подписан новый Меморандум о взаимопонимании на период 2012—2018 годы, по случаю очередного XXXVI Конгресса УЕФА. Меморандум был подписан Председателем Ассоциации европейских клубов Андреа Аньелли и Президентом УЕФА Мишелем Платини. Этот документ закладывает основу для плодотворных отношений между европейскими клубами и руководящим органом в европейском футболе, отражая улучшенный баланс между национальными сборными и клубным футболом. Новый Меморандум о взаимопонимании заменяет Меморандум 2008 г. и действует до 30 мая 2018 г..
Четырьмя основными темами нового Меморандума о взаимопонимании являются:

### Международный календарь матчей
Международный календарь матчей, самая важная тема для обсуждения, обязывает клубы освобождать игроков национальной сборной в указанные дни. Международный календарь матчей составлен на основе конкретного предложения, выдвинутого ассоциацией, и создан усилиями специальной рабочей группы, включающей представителей, EPFL (Ассоциации европейских профессиональных футбольных лиг), FIFPro (Международной федерации ассоциаций профессиональных футболистов), и УЕФА. Рекомендации рабочей группы, одобренные ФИФА, предлагают более сбалансированную систему из 9 двухматчевых игр в течение 2 лет без товарищеских матчей, что более выгодно как для клубов, так и для национальных ассоциаций.

### Страхование зарплат игроков
Программа защиты клуба, изначально начатая за счёт средств УЕФА для покрытия Евро-2012 в Польше и на Украине, позже начала осуществляться за счёт средств ФИФА, вслед за одобрением Конгресса ФИФА в Будапеште в мае 2012 г.. В настоящее время[уточнить] она охватывает все клубы, которые отпускают игроков для участия в национальных матчах группы А, включая обязательство ФИФА по обеспечению футбольного турнира во время Олимпийских игр. Программа защиты клубов предусматривает компенсацию для клубов в случае, когда игроки национальной команды из группы А, участвующие в матчах за свою национальную ассоциацию, пострадают и будут временно полностью лишены работоспособности в результате телесных повреждений, полученных при несчастном случае. Игроки страхуются максимально на один год со дня периода, начинающегося с момента получения травмы до начала осуществления страховых выплат (= дата травмы + 27 дней) и на максимальную сумму € 7 500 000.

### Распределение компенсаций чемпионата Европы
Как предусмотрено в Меморандуме о взаимопонимании 2008 года Исполнительный комитет соглашался предоставить €43,5 млн для чемпионата Европы 2008 в Швейцарии/Австрии и €55 млн для чемпионата 2012 в Польше/Украине. После изменения Меморандума о взаимопонимании компенсация для клубов, отпускающих игроков на чемпионат Европы в Польше/Украине, возросла до 100 млн евро и по случаю чемпионата Европы 2016 во Франции должна была возрасти ещё до 150 млн евро. В связи с увеличившимся объёмом компенсаций, полученных клубами, УЕФА и Ассоциация европейских клубов разработали новый механизм компенсации. Основной целью этого механизма распределения является достижение справедливой и сбалансированной системы, обеспечение более высоких компенсаций для всех клубов по сравнению с предыдущими чемпионатами и гарантия того, что больше клубов получат долю в компенсации. Во время чемпионата Европы 2012 общая сумма 100 млн евро была разделена между финальной стадией (60 %) и квалификационным этапом (40 %). Этот новый механизм распределения привёл к тому, что 578 клубов получили различные суммы компенсации от УЕФА за отпуск игроков для участия в матчах квалификационной и финальной стадий. Число клубов, получивших компенсации, значительно увеличилось по сравнению с ЕВРО-2008.

### Руководство
Меморандум о взаимопонимании также предоставил клубам более значительное влияние на процессы принятия решений в УЕФА. В будущем клубам гарантируется принятие во внимание их мнения и то, что не будет принято ни одно решение, непосредственно затрагивающее клубный футбол, без их предварительного согласия. Представители из Исполнительного комитета назначаются в Комитет УЕФА по клубным соревнованиям и Совет УЕФА по стратегии профессионального футбола.

## Публикации
Отчёт об общественной и социальной ответственности
В сентябре 2011 года Ассоциация европейских клубов опубликовала свой первый отчёт об общественной и социальной ответственности. Эта публикация была подготовлена с целью представить благотворную работу европейских футбольных клубов в сфере общественной и социальной ответственности. Отчёт представляет собой собрание проектов по общественной и социальной ответственности 54 клубов — членов ассоциации. Все проекты показывают, что футбол, и в целом спорт, играет важную социальную и образовательную роль.
Юридический бюллетень
Начиная с 2011 года Ассоциация европейских клубов издаёт ежегодный Юридический бюллетень, в котором рассматриваются основные повторяющиеся юридические вопросы, с которыми сталкиваются представители клуба. Юридический бюллетень подготавливается с целью предоставить поддержку и совет клубам, как справляться с конкретными проблемами, связанными с компенсацией тренингов, работой клубов с административными вопросами, как поступать с правами собственности третьих лиц и т. д.
Отчёт о европейских молодёжных академиях
В сентябре 2012 года ассоциация опубликовала отчёт о молодёжных академиях в Европе, который является своего рода мерилом в отрасли и показывает различные подходы и философии молодёжных академий в Европе.
Руководство по управлению клубами
«Руководство по управлению клубами» состоит из разделов с описаниями, чередующихся с примерами, ключевыми уроками, а также конкретными примерами, собранными путём совершения многочисленных интервью, бесед и посещений клубов. Такой подход даёт возможность представить максимальное количество примеров из повседневной жизни клубов, одновременно служащих источником знаний для обмена опытом с целью выполнения индивидуального анализа, а также дающих клубам возможность учиться друг у друга. Такой «комбинированный» подход является основным способом представления материала в этом Руководстве